# Hanceville
Hanceville ist eine Stadt im Cullman County in Alabama.

## Lage
Hanceville liegt im nördlichen Zentralalabama am U.S. Highway 31 und dem State Highway 91.

## Bevölkerung
Bei der Volkszählung 2020 lebten in Hanceville 3377 Personen, die weit überwiegende Mehrheit (92,4 Prozent) waren Weiße, gefolgt von 7,5 Prozent Afroamerikanern. Das Medianhaushaltseinkommen betrug danach 33.900 US-Dollar und das Median-Pro-Kopf-Einkommen 20.466 US-Dollar.

## Geschichte
In den 1820ern begannen sich einzelne Siedler aus South Carolina und Virginia in dem Gebiet des zunächst Gilmer genannten Ort anzusiedeln. Als der Blount County 1832 gebildet wurde, wurde es Teil des neuen Countys. Der Leiter der örtlichen Poststation P. H. Kinney änderte 1872 den Namen der Siedlung von Gilmer zu Hanceville, nach seinem Vater Hance Kinney, der auch der erste Bürgermeister war. Die Louisville & Nashville Railroad errichtete 1873 ein Eisenbahndepot in Hanceville. Der Ort wurde mit der Bildung des Cullman County 1877 zum Teil dem neuen County zugeschlagen und war damit geteilt. Gleichwohl wurde Hanceville 1879 zur Stadt erhoben. Mit einem Neuzuschnitt der Countys wurde die Stadt 1885 vollständig wieder dem Blount County zugeordnet. Von der Mitte der 1890er bis 1908 hatte es mit dem The Hanceville Hustler eine eigene Lokalzeitung. In dieser Zeit wurde Hanceville 1901 wieder dem Cullman County zugeschlagen. 1923 wurde eine High School errichtet und 1936 bekam der Ort eine Grundschule. Als 1955 eine neue High School errichtet wurde, wurde die bisherige High School zu einer Junior High School herabgestuft. Seit 1966 ist Hanceville außerdem Standort des Wallace State Community College. 1999 wurde der Shrine of the Most Blessed Sacrament of Our Lady of the Angels Monastery, ein von Mutter Angelica gegründeter der Eucharistie geweihter Schrein und angegliedertes Kloster der Klarissen von der Ewigen Anbetung eingeweiht. 

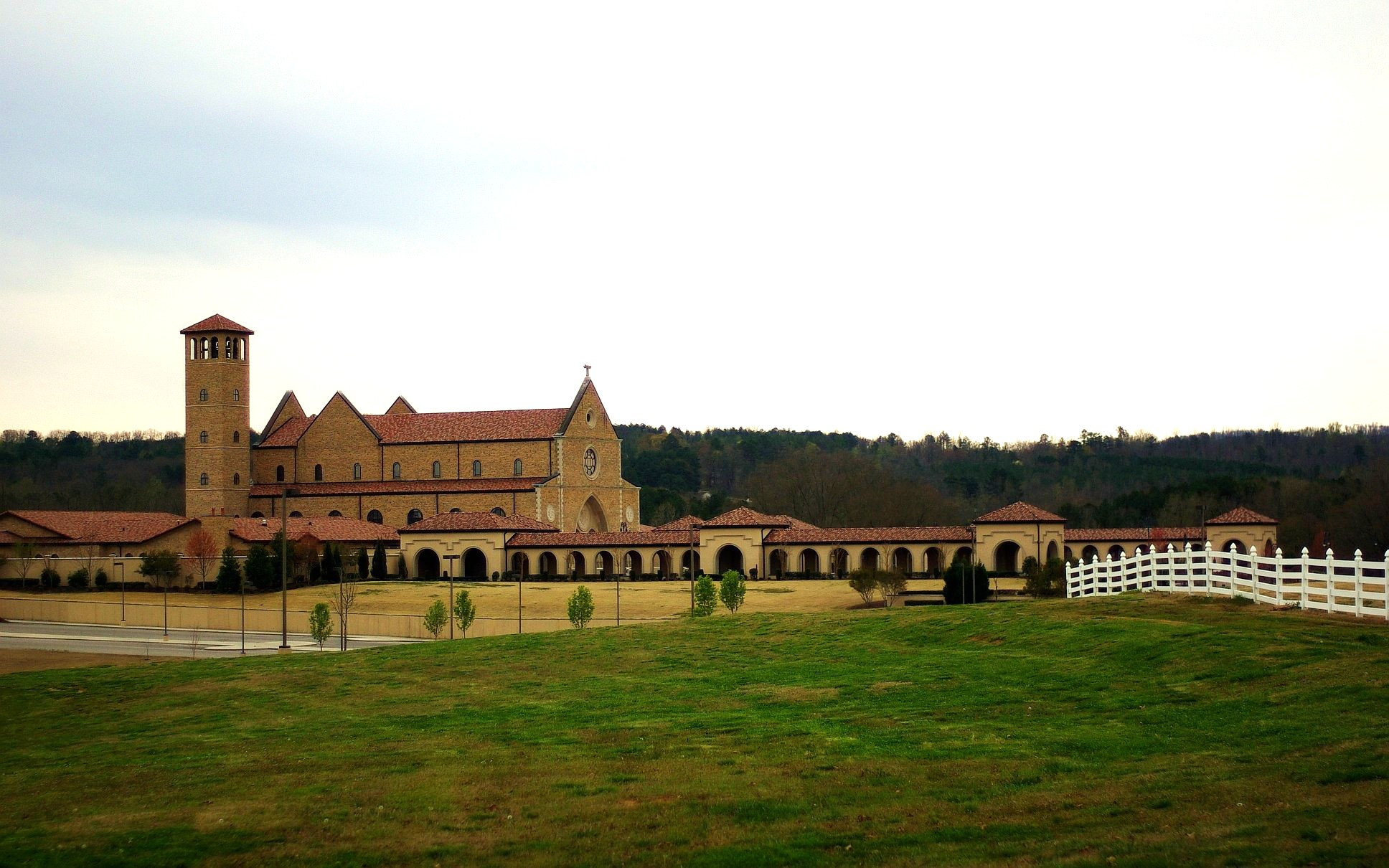
Shrine of the Most Blessed Sacrament of Our Lady of the Angels Monastery

## Söhne und Töchter
- Robert T. Cargo (1933 – 2012), Kunstsammler
- Candi Staton (* 1940), Soulsängerin